# Beuken-eikenbos
Het beuken-eikenbos of wintereiken-beukenbos (Fago-Quercetum) is een associatie uit het zomereik-verbond (Quercion roboris). De associatie is een bosplantengemeenschap die voorkomt op matig voedselrijke lemige bodems, en gekenmerkt wordt door een duidelijke gelaagdheid en de dominantie van zomer- en/of wintereik, met beuk op de tweede plaats.
Deze associatie komt in voor Vlaanderen en Nederland vrij algemeen voor en kent vijf subassociaties.

## Naamgeving en codering
| Fago-Quercetum petraeae |

- Frans: Hetraie-chenaie
- Duits: Buchen-Eichenwald, Buchen-Eichen-Mischwälder
- Engels: Subatlantic acidophilous beech-oak forest
- Syntaxoncode voor Nederland (rVvN): r45Aa04
- Corine-code: 41.521: Atlantic acidophilous oak forest with beech : North-western sessile oak forests
- Natura2000-habitattypecode (EU-code): H9190

De wetenschappelijke naam Fago-Quercetum is afgeleid van de botanische namen van twee belangrijke soorten binnen deze klasse, de beuk (Fagus sylvatica) en de wintereik (Quercus petraea).

## Fysiognomie
Het beuken-eikenbos is een hoog opgaand loofbos met een boomlaag die tot 25 m hoog kan reiken, hoger dan het berken-eikenbos maar lager en minder dicht dan het bochtige smele-beukenbos. De struik- en de kruidlaag zijn meestal beter ontwikkeld en diverser dan in beide andere bostypes, terwijl de moslaag minder aanwezig is dan in het berken-eikenbos.

## Ecologie
Het beuken-eikenbos omvat oude, redelijk structuur- en soortenrijke bossen, kenmerkend voor droge tot matig vochtige, matig voedselarme tot matig voedselrijke bodems op lemige zandgronden, zandleem, keileem en zandige lössleemgronden.
Het beuken-eikenbos vormt een schakel in de natuurlijke successie van het berken-eikenbos naar het bochtige smele-beukenbos, de climaxvegetatie. De snelheid van deze evolutie is afhankelijk van de voedselrijkdom in de bodem; op rijkere bodems zal de successie gevoelig sneller gaan.

## Subassociaties in Nederland en Vlaanderen
In het beuken-eikenbos worden in Nederland en Vlaanderen vijf subassociaties onderscheiden, die wijzen op verschillen in de maturiteit, de voedselrijkdom en het vochtgehalte in de bodem.
Deze vallen uiteen in twee groepen, het vochtig wintereiken-beukenbos met subassociatie molinietosum, en het droog wintereiken-beukenbos dat alle andere associaties omvat.

### Subassociatie met blauwe bosbes
Een subassociatie met blauwe bosbes (Fago-Quercetum vaccinietosum) wordt gekenmerkt door een stabilisering van de bodem, een opeenhoping van humus en een toenemend aandeel van dwergstruiken, vooral bosbessen (Vaccinium spp.). Deze subassociatie is het meest verwant aan het berken-eikenbos, vooral aan de gelijknamige subassociatie Betulo-Quercetum roboris vaccinietosum.
De syntaxoncode voor Nederland is r45Aa04a.

### Subassociatie met adelaarsvaren
Een subassociatie met adelaarsvaren (Fago-Quercetum pteridietosum) wordt gekenmerkt door de dominantie van adelaarsvaren (Pteridium aquilinum), die zich uitsluitend via wortelstokken verspreiden. Ze lijkt gebonden aan oude boskernen en komt zelden voor op nieuwe standplaatsen.
De syntaxoncode voor Nederland (rVvN) is r45Aa04b, BWK-karteringseenheden voor Vlaanderen zijn het zuur eikenbos (qs) en het zuur beukenbos (fs).

### Subassociatie met lelietje-van-dalen
Een subassociatie met lelietje-van-dalen (Fago-Quercetum convallarietosum) is een subassociatie vernoemd naar het lelietje-van-dalen (Convallaria majalis), maar die ook andere bosplanten als gewone salomonszegel, grote muur, witte klaverzuring en klimop omvat, en die voorkomt op ongestoorde, mature bosbodems op een ondergrond van keileem of beekzand.
De syntaxoncode voor Nederland (rVvN) is r45Aa04c, BWK-karteringseenheden voor Vlaanderen zijn het zuur eikenbos (qs) en het zuur beukenbos (fs).
Beuken-eikenbossen met lelietje-van-dalen die in oude, ontkalkte of kalkarme duinen voorkomen, worden in Nederland ook wel tot de duin-eikenbossen (Convallario-Quercetum dunense) gerekend.

### Subassociatie met pijpenstrootje
Een subassociatie met pijpenstrootje (Fago-Quercetum molinietosum) heeft een hoge presentie van pijpenstrootje (Molinia caerulea), typisch voor vochtige standplaatsen waar de bodem door stagnerend grondwater ten minste periodiek nat wordt.
De syntaxoncode voor Nederland (rVvN) is r45Aa04d.

### Subassociatie met gladde witbol
Een subassociatie met gladde witbol (Fago-Quercetum holcetosum) kent een hoge presentie van gladde witbol (Holcus mollis), die vooral voorkomt op plaatsen waar de bodem is verrijkt door voormalige of naburige landbouwactiviteiten.
De syntaxoncode voor Nederland (rVvN) is r45Aa04e, BWK-karteringseenheden voor Vlaanderen zijn het zuur eikenbos (qs) en het zuur beukenbos (fs).

## Verspreiding
Het verspreidingsgebied van het beuken-eikenbos omvat de laaglanden van West- en Centraal-Europa, voornamelijk in België, Nederland, Noord-Frankrijk, Noord-Duitsland, Denemarken en het westen van Polen, en deelt daarmee zijn verspreidingsgebied met dat van het bochtige smele-beukenbos.
In Nederland vindt men dit bostype op pleistocene zandgronden en in Zuid-Limburg op lemige bodems. Minder algemeen komt de associatie voor langs duinranden.
In Vlaanderen komt het vooral voor op tertiaire zandgronden in het Brabants district. Enkele van de meest bekende bossen van dit type zijn (de voedselarmere delen van) het Meerdaalwoud en het Heverleebos in de buurt van Leuven en het Hallerbos in Halle, het Buggenhoutbos in Oost-Vlaanderen, het Wijnendalebos in West-Vlaanderen en het Zoerselbos in de provincie Antwerpen.

## Diagnostische taxa voor Nederland en Vlaanderen
Het beuken-eikenbos heeft voor Nederland en Vlaanderen als kensoorten het dalkruid en, lokaal, de zevenster. Op arme, droge zandgronden heeft de zomereik en iets minder de beuk de hoogste presentie en dominantie, terwijl op lemige en matig zure zandgronden en droge, stenige bodems de minder algemene wintereik en de tamme kastanje meer frequent voorkomen. Het bostype met zomereik wordt door sommigen als een aparte associatie beschouwd, het Violo-Quercetum roboris.
De struiklaag is dikwijls vrij divers, met wilde lijsterbes als meest voorkomende soort. In bossen die vroeger werden beweid is daarentegen hulst dominant en kan de plant zelfs uitgroeien tot een echte boom. De Amerikaanse vogelkers en het Amerikaans krentenboompje zijn nieuwkomers.
In de kruidlaag zijn, naast dalkruid, ook bochtige smele, wilde kamperfoelie en gewone braam steeds goed vertegenwoordigd, en komen naargelang de specifieke subassociatie andere begeleidende soorten op de voorgrond. Vooral de subassociatie convallarietosum met onder andere lelietje-van-dalen, gewone salomonszegel, grote muur, witte klaverzuring en klimop is soortenrijk. Klimop is in deze bossen een bodembedekker, hij gedraagt zich zelden als een liaan zoals in meer voedselrijke bossen.
In de moslaag vinden we meestal bladmossen, vooral het gewoon sterrenmos, het fraai haarmos en het gewoon pluisjesmos.
In de onderstaande tabel staan de belangrijkste diagnostische plantentaxa van het beuken-eikenbos voor Nederland en Vlaanderen.

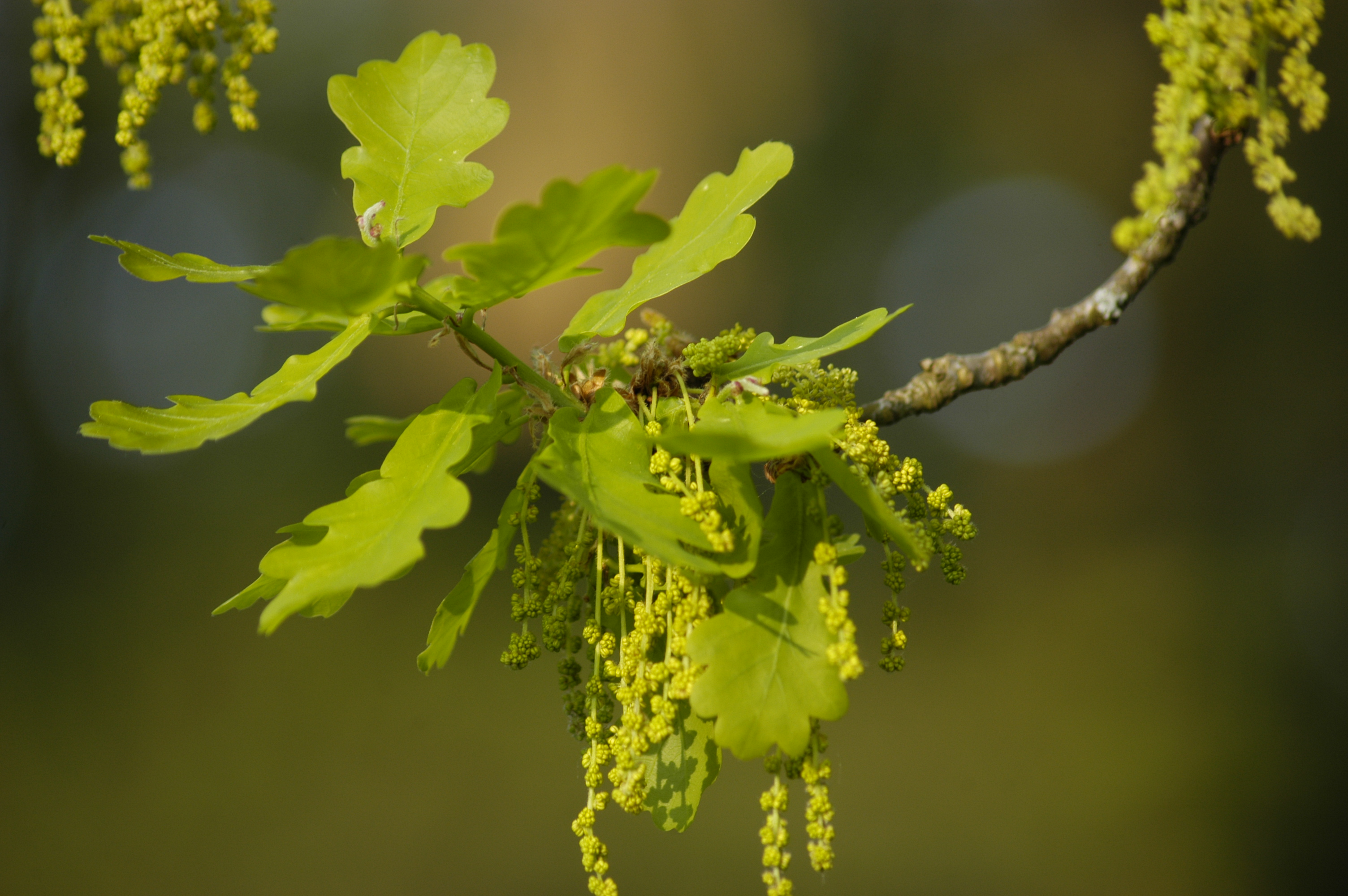
Zomereik
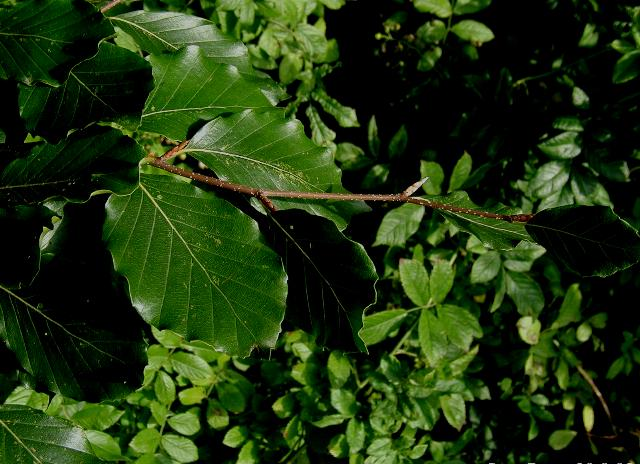
Beuk
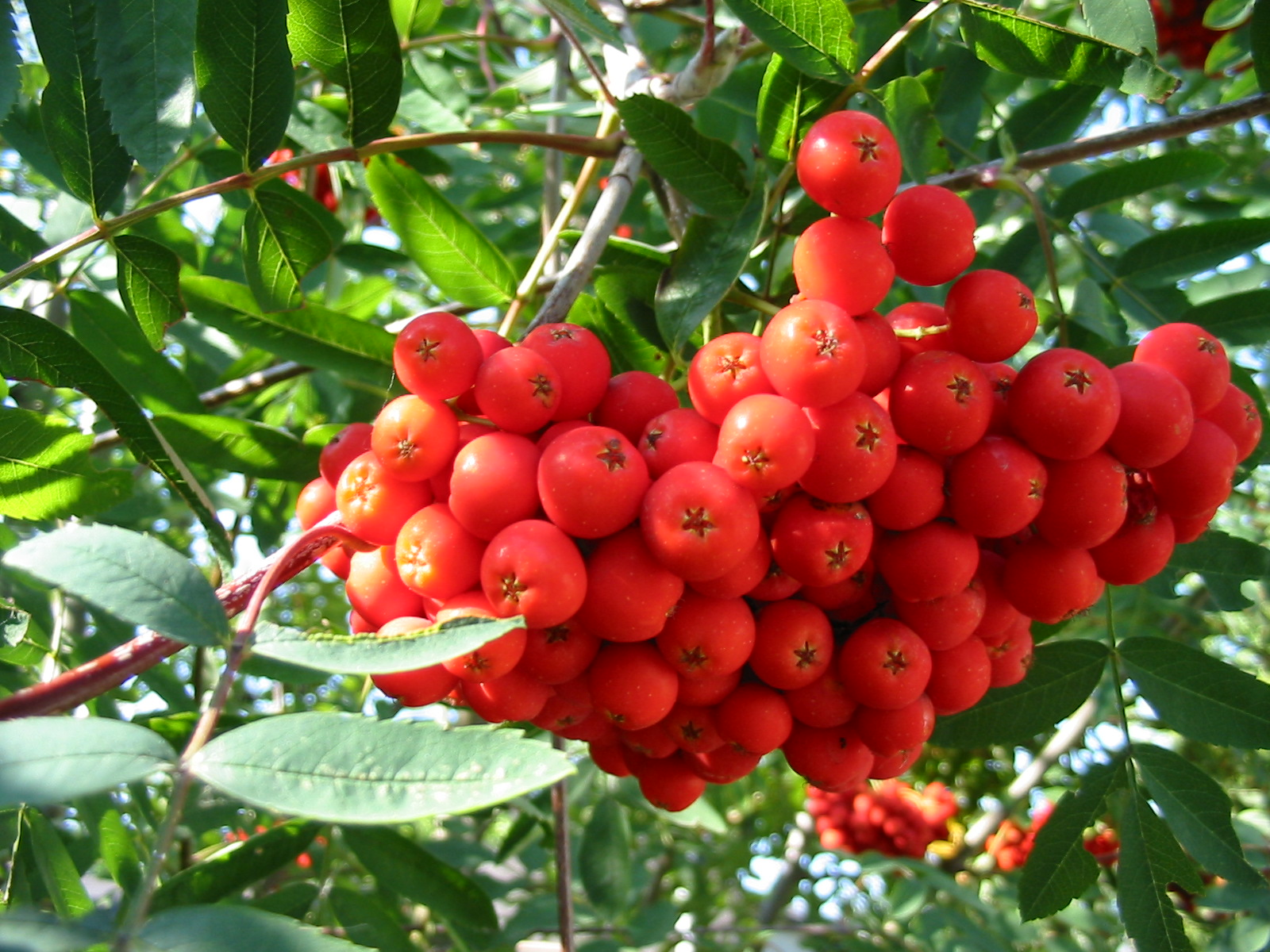
Wilde lijsterbes
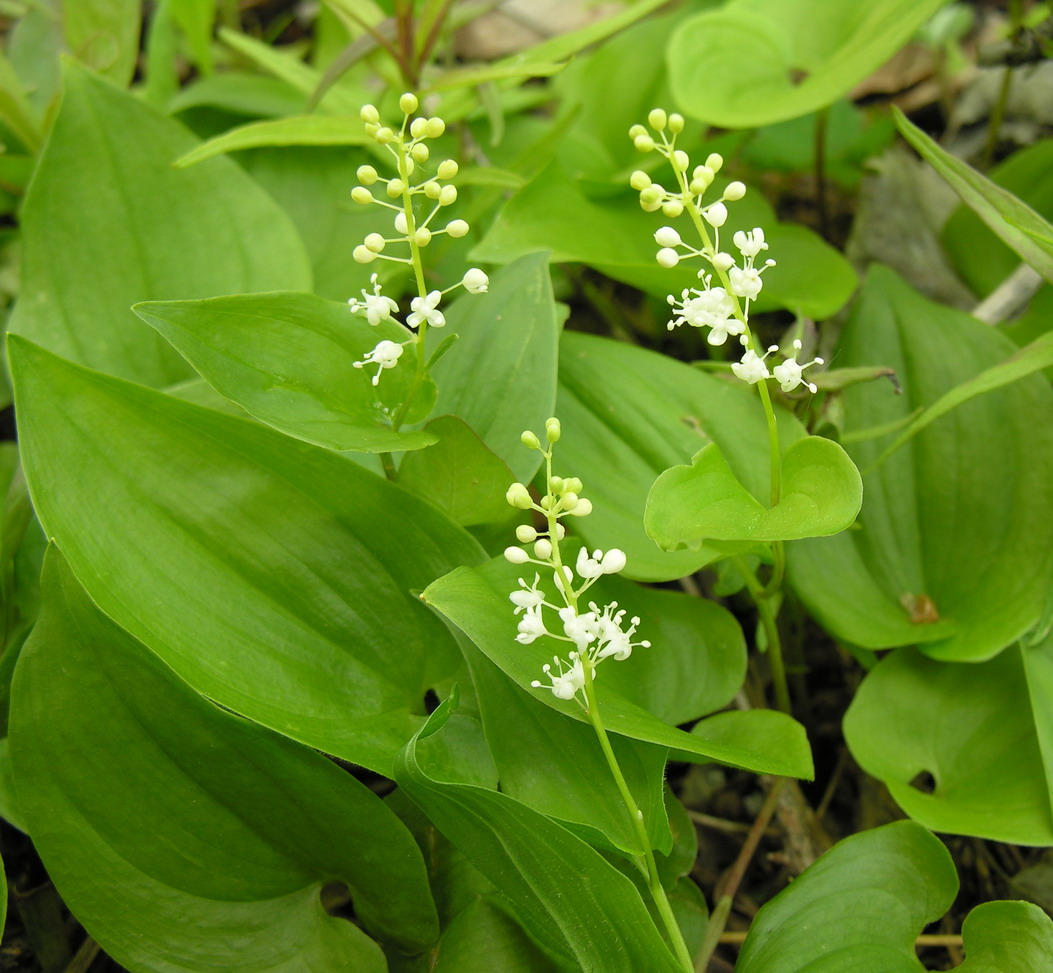
Dalkruid
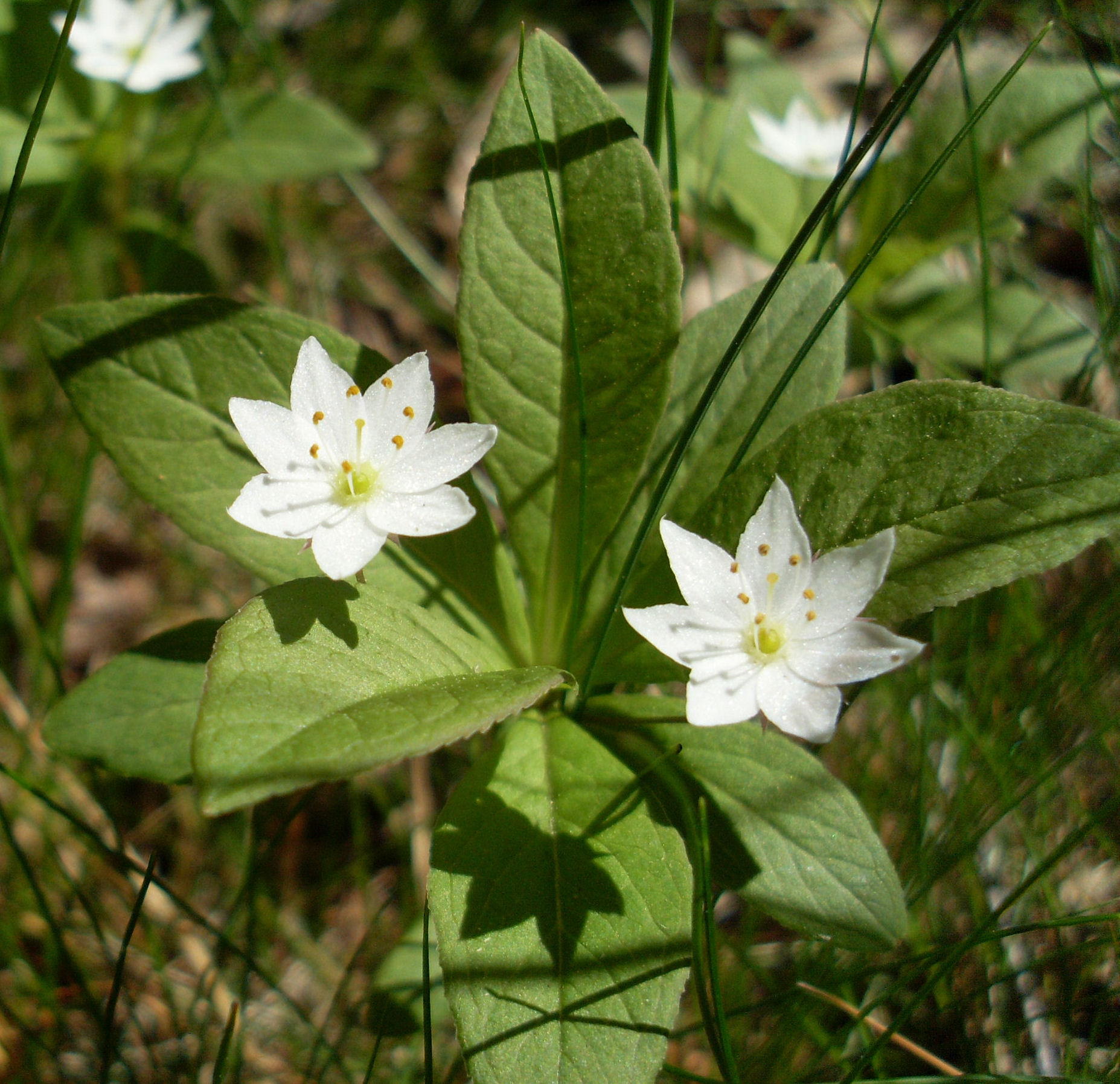
Zevenster
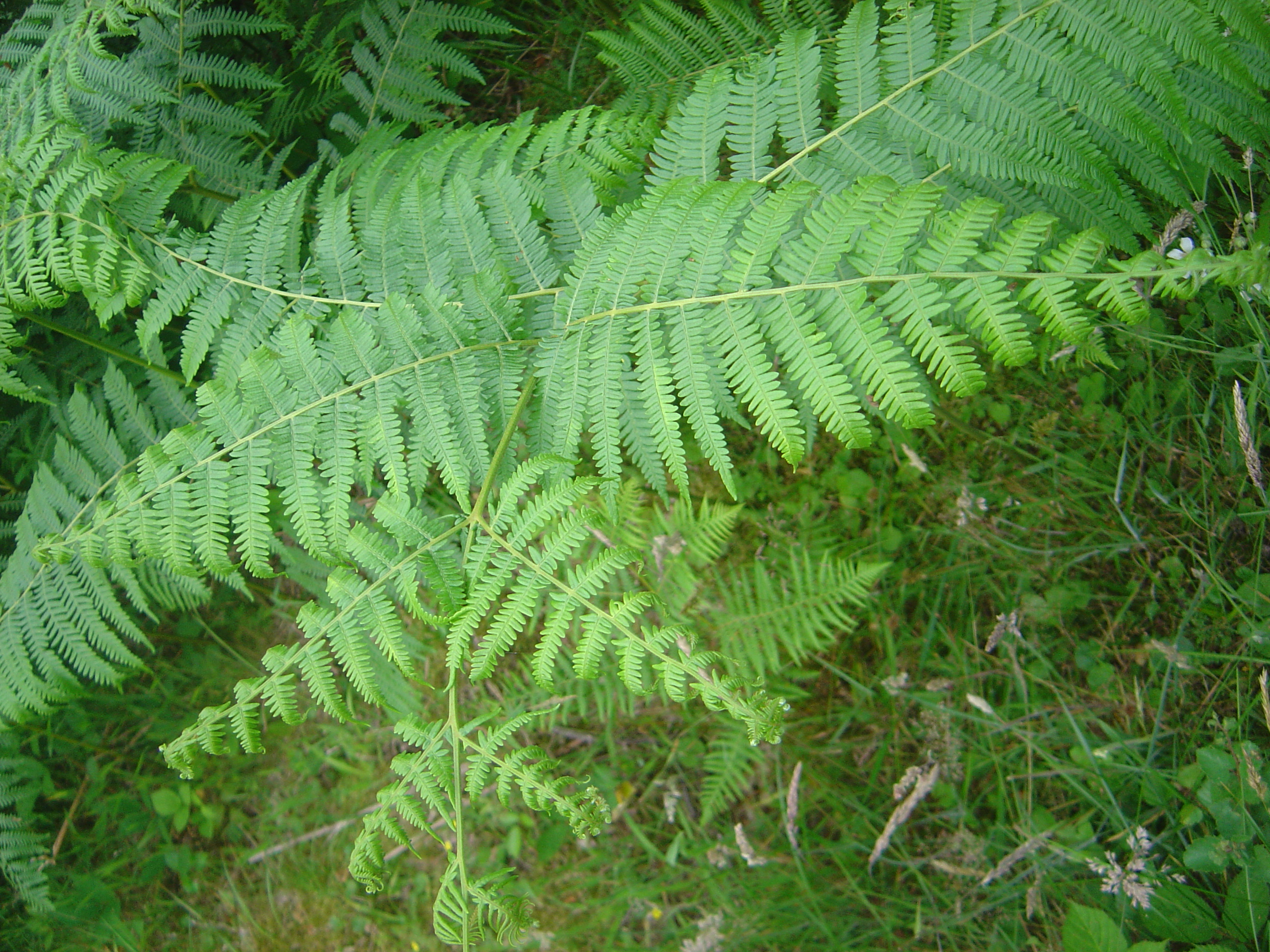
Adelaarsvaren
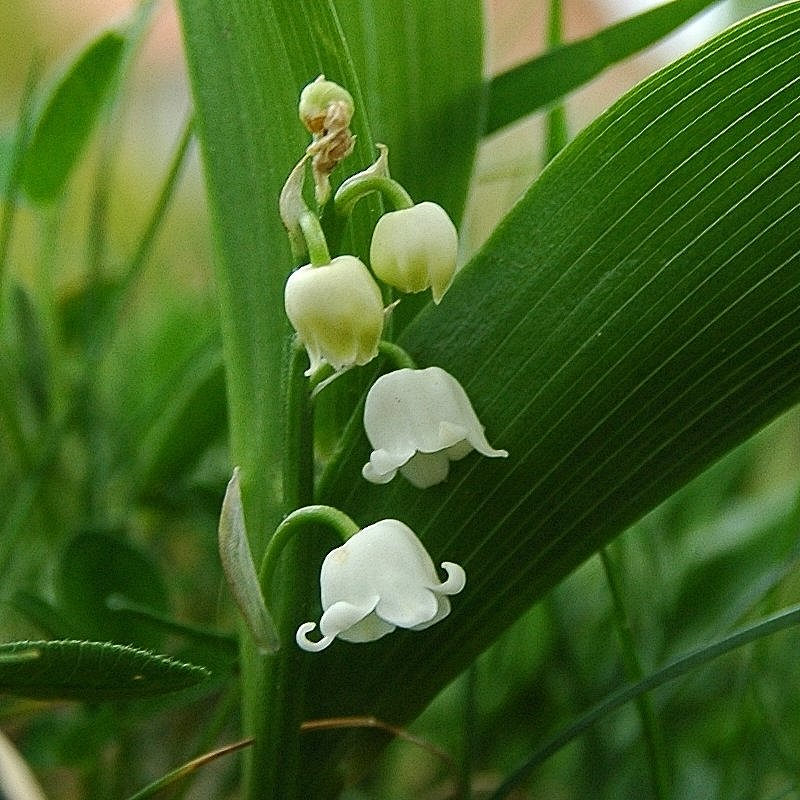
Lelietje-van-dalen
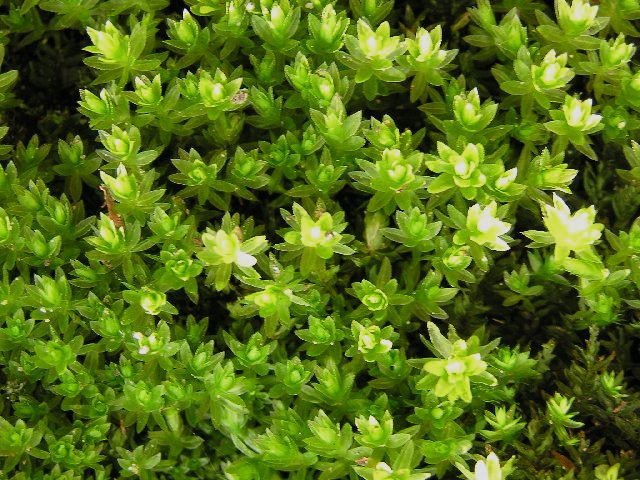
Gewoon sterrenmos

Boomlaag
| Kentaxon | Diff.soort | Presentie | Triviale naam   | Botanische naam     | Opmerking |
| -------- | ---------- | --------- | --------------- | ------------------- | --------- |
| kV       |            | < 10%     | tamme kastanje  | Castanea sativa     |           |
| kK       |            | > 40%     | ruwe berk       | Betula pendula      |           |
| kK       |            | > 10%     | wintereik       | Quercus petraea     |           |
|          |            | > 90%     | zomereik        | Quercus robur       |           |
|          |            | > 40%     | beuk            | Fagus sylvatica     |           |
|          |            | > 30%     | zachte berk     | Betula pubescens    |           |
|          |            | > 10%     | ratelpopulier   | Populus tremula     |           |
|          |            | > 10%     | Amerikaanse eik | Quercus rubra       |           |
|          |            | > 10%     | gewone esdoorn  | Acer pseudoplatanus |           |

Struiklaag
| Kentaxon | Diff.soort | Presentie | Triviale naam             | Botanische naam       | Opmerking |
| -------- | ---------- | --------- | ------------------------- | --------------------- | --------- |
| kK       |            | > 80%     | wilde lijsterbes          | Sorbus aucuparia      |           |
|          |            | > 60%     | sporkehout                | Frangula alnus        |           |
|          |            | > 30%     | Amerikaanse vogelkers     | Prunus serotina       |           |
|          |            | > 20%     | hazelaar                  | Corylus avellana      |           |
|          |            | > 20%     | hulst                     | Ilex aquifolium       |           |
|          |            | > 10%     | gewone vlier              | Sambucus nigra        |           |
|          |            |           | Amerikaans krentenboompje | Amelanchier lamarckii |           |

Kruidlaag
| Kentaxon | Diff.soort | Presentie | Triviale naam            | Botanische naam          | Opmerking                            |
| -------- | ---------- | --------- | ------------------------ | ------------------------ | ------------------------------------ |
| kA       |            | > 40%     | dalkruid                 | Maianthemum bifolium     |                                      |
| kA       |            | < 10%     | zevenster                | Trientalis europaea      |                                      |
|          | dS         | > 50%     | adelaarsvaren            | Pteridium aquilinum      | subassociatie met adelaarsvaren      |
|          | dS         | > 30%     | gewone salomonszegel     | Polygonatum multiflorum  | subassociatie met lelietje-van-dalen |
|          | dS         | > 30%     | klimop                   | Hedera helix             | subassociatie met lelietje-van-dalen |
|          | dS         | > 10%     | lelietje-van-dalen       | Convallaria majalis      | subassociatie met lelietje-van-dalen |
|          | dS         | > 10%     | grote muur               | Stellaria holostea       | subassociatie met lelietje-van-dalen |
|          | dS         | > 10%     | witte klaverzuring       | Oxalis acetosella        | subassociatie met lelietje-van-dalen |
|          | dS         | > 30%     | pijpenstrootje           | Mollinia caerulea        | subassociatie met pijpenstrootje     |
|          | dS         | > 40%     | gladde witbol            | Holcus mollis            | subassociatie met gladde witbol      |
|          |            | > 60%     | bochtige smele           | Avenella flexuosa        |                                      |
|          |            | > 60%     | wilde kamperfoelie       | Lonicera periclymenum    |                                      |
|          |            | > 50%     | gewone braam             | Rubus fruticosus         |                                      |
|          |            | > 20%     | rankende helmbloem       | Ceratocapnos claviculata |                                      |
|          |            |           | dubbelloof               | Blechnum spicant         |                                      |
|          |            |           | valse salie              | Teucrium scorodonia      |                                      |
|          |            |           | bleeksporig bosviooltje  | Viola riviniana          |                                      |
|          |            |           | donkersporig bosviooltje | Viola reichenbachiana    |                                      |

Moslaag
| Kentaxon | Diff.soort | Presentie | Triviale naam      | Botanische naam        | Opmerking |
| -------- | ---------- | --------- | ------------------ | ---------------------- | --------- |
| kV       |            | < 10%     | gewoon knopjesmos  | Aulacomnium androgynum |           |
| kV       |            | < 10%     | geelsteeltje       | Orthodontium lineare   |           |
| kK       |            | >20%      | gewoon pluisjesmos | Dicranella heteromalla |           |
|          |            | > 40%     | gewoon sterrenmos  | Mnium hornum           |           |
|          |            | > 20%     | fraai haarmos      | Polytrichum formosum   |           |

## Biologische Waarderingskaart
In de Biologische Waarderingskaart (BWK) van Vlaanderen en het Brussels Hoofdstedelijk Gewest worden drie sub-associaties van het beuken-eikenbos opgenomen in twee karteringseenheden, het zuur eikenbos (qs) en het zuur beukenbos (fs).
Dit vegetatietype staat gewaardeerd als 'Biologisch zeer waardevol'.

## Bedreiging en bescherming
Net als de meeste voedselarme bossen worden beuken-eikenbossen bedreigd door verruiging, en dat vooral door stikstofdepositie vanuit de lucht. Het resultaat is dat algemene soorten uit minder gevoelige vegetaties de ondergroei gaan domineren, met een vermindering van de biodiversiteit tot gevolg.
Een andere bedreigingen ontstaat door het gebrek aan beheer, waardoor het bladerdek dichtgroeit en de minder algemene halfschaduwplanten zoals havikskruiden en de soorten van de klasse van gladde witbol en havikskruiden gaan verdwijnen.

## Fotogalerij

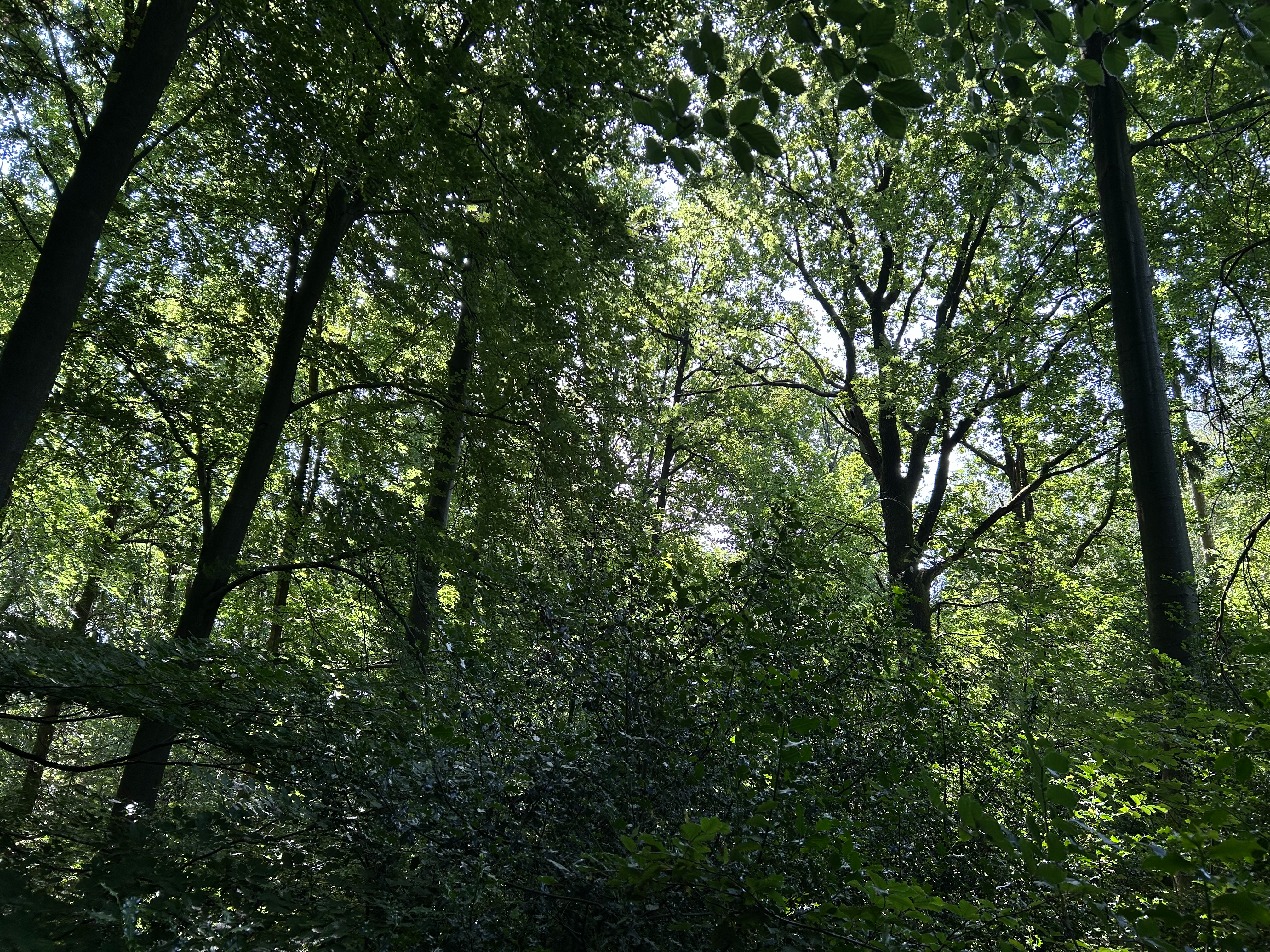